# Грузинци в Турция
Грузинците в Турция (на грузински: ქართველები თურქეთში, известни като чвенебури) са граждани и жители на Турция, които са етнически грузинци или произхождат от Грузия.

## История
Чвенебурите пристигат в Турция основно на три миграционни вълни, дължащи се на погромите и етническите почиствания на кавказките народи в Руската империя. Първата вълна е по време и след руско-турската война от 1828 – 1829 г., когато Високата порта предава суверенитета на някои части на Грузия на Руската империя. Следват няколко по-малки имиграционни вълни до края на руско-турската война от 1877 – 1878 г., когато Османската империя разрешава на чвенебурите да имигрират. Тогава основната вълна на имиграция включва минимум 500 000 души от историческите региони на Грузия, които имат значително мюсюлманско население, например Батуми и Карс. Тази вълна на мухаджири, известна като мухаджироба (მუჰაჯირობა) оставя много мюсюлмански региони на Грузия почти обезлюдени. Последната голяма вълна на имиграция е през 1921 г., когато Турция окончателно се отказва от претенциите си към Аджария с Карския договор със СССР. В тази последната вълна също участват турскоговорещите мюсюлмани от Горна Аджария. Аджарците са наричани и по техните родни места, като например батумлулар за хора от Батуми, кюрюксулар за хора от Кобулети и т.н.

## Брой и разпределение
В преброяването от 1965 г., 34 330 граждани на Турция определят грузинския като роден език. Пропорционално, те са най-много в Артвин (3,7%), Орду (0,9%) и Коджаели (0,8%). 4042 говорят само на грузински. Други 44 934 души говорят грузински като втори език.
Грузинци живеят разпръснато из цяла Турция, въпреки че са концентрирани в два големи региона:
- Черноморското крайбрежие – в провинции Гиресун, Орду, Самсун и Синоп, с групи в Амасия и Токат. Чвенебурите, особено вън Фатса, Уние, Орду, Терме и Чаршамба, до голяма степен запазват своя език и традиции.
- В северозападната част на Турция – в провинции Дюздже, Сакария, Ялова, Денизли, Бурса и Балъкесир.

Магнарела оценява броят на грузинците в Турция на повече от 60 000 през 1979 г.

## Чвенебури
Чвенебури (на грузински: ჩვენებური, çveneburi), което означава „ние“ на грузински, е автоним на мюсюлманите-имигранти от грузински произход, които се заселват в негрузински райони на Турция, и с „ние“ се означава тройната разлика от християните грузинци, мюсюлманитетурци, и автономните грузинци-мюсюлмани в Грузия. Както и повечето турски граждани, чвенебурите са последователи на ханафитския мазхаб в исляма.

### Преса
Най-важното грузинско културно списание в Турция също носи името „Чвенебури“. То е основано през 1977 г. в Стокхолм, Швеция от Шалва Тевзадзе. То се разпространява в Турция от Ахмет Озкан Мелашвили, който също написва книгата „Gürcüstan“ (Грузия) през 1968 година. През 1980 г. Озкан е убит в Бурса от организацията на Сивите вълци. Оттогава списанието е ръководено от Осман Нури Имедашвили. Неговото съдържание е почти изцяло на турски и представя статии за чвенебурите, както и за настоящата ситуация и историята на Грузия и грузинците по целия свят. Друг вестник, „Пиросмани“, е издаван на двата езика – на грузински и на турски, и се публикува в Истанбул, с финансовата помощ на грузинския католик Симон Зазадзе.

### Идентичност
Груповата идентичност е формирана основно при схизмата с грузинците-християни. Чвенебурите обикновено се въздържат от използването на думата Картвели (ქართველი) като самоназвание, защото смятат, че това означава да си християнин. Те предпочитат да използват Gurji (Gürcü, გურჯი) при обръщение към тях за по-точна етническа принадлежност.
Смесените бракове с други сунитски групи са често срещано явление. В някои региони, по-специално Уние например, жените чвенебури са търсени булки, виждани от местното селско турско население, като красиви и работливи жени. Този феномен допълнително ускорява културната и езикова асимилация на общността.

## Лази
Лаз или лази (на лазки: lazi; на грузински: ლაზი / ჭანი lazi / ch'ani; на турски: Laz) са картвелоезична етническа група) край Черно море, по крайбрежните райони на Турция и Грузия.
Лазите са етнически клон на грузинския народ, като оценките за общия им брой по света варира значително, с данни от 45 000 до 1,6 милиона души, повечето живеещи в североизточната част на Турция. Лазите говорят лазки език, член на същото картвелско езиково семейство, кактогрузинския, сванския и мегрелския език. Лазкият език е класифициран като застрашен от ЮНЕСКО, с изчисления от 130 000 до 150 000 говорещи през 2001 година.